# Break Street 84
Pour plus de détails, voir Fiche technique et Distribution.
Break Street 84 (titre original : Breakin') est un film musical américain réalisé par Joel Silberg, sorti en 1984. L'action du film se déroule dans l'univers du hip-hop et du breakdance. Une suite réalisée par Sam Firstenberg et intitulée Breakin' 2: Electric Boogaloo (en) est sortie en décembre de la même année.
Break Street 84 montre les premiers pas du rappeur Ice-T au cinéma, avec une apparition de Jean-Claude Van Damme si fugace qu'il n'est pas crédité au générique. 
Après Wild Style, sorti l'année précédente, c'est le second film de fiction consacré au hip-hop. Au Royaume-Uni, le film est distribué sous le titre Breakdance.

## Synopsis
A Venice, en Californie, une jeune danseuse de jazz sans succès, coachée par un professeur antipathique, rencontre deux frères breakdancers. Ils s'associent et partagent leurs techniques pour lutter contre les préjugés et finir par faire sensation.

## Fiche technique
- Titre : Break Street 84
- Titre original : Breakin'
- Réalisation : Joel Silberg
- Scénario : Charles Parker, Allen DeBevoise et Gerald Scaife
- Musique : Michael Boyd et Gary Malkin
- Photographie : Hanania Baer
- Montage : Larry Bock, Gib Jaffe et Vincent Sklena
- Production : Allen DeBevoise et David Zito
- Société de production : Golan-Globus Productions
- Société de distribution : The Cannon Group (États-Unis)
- Pays :  États-Unis
- Genre : Comédie dramatique, film musical et romance
- Durée : 90 minutes
- Dates de sortie : 
  -  États-Unis : 4 mai 1984
  -  France : 11 juillet 1984

## Distribution
- Lucinda Dickey (VF : Maïk Darah) : Kelly / Special K
- Adolfo Quinones (VF : Hervé Jolly) : Ozone / Orlando
- Michael Chambers : Turbo / Tony
- Ben Lokey (VF : Patrick Poivey) : Franco
- Christopher McDonald : James
- Phineas Newborn III : Adam
- Ice-T : le rappeur
- Teresa Kelly : Vicky
- Ric Mancino : Joe the Cook
- Lyla Grahm : Caroline Divine
- Bea Silvern : Jennifer Sweet
- Gwendolyn Brown : Sophie Cunningham
- Jean-Claude Van Damme : Spectateur dans la première séquence de danse (non crédité)

## Accueil
Le film a reçu un accueil mitigée de la critique. Il obtient un score moyen de 53 % sur Metacritic.